# Baiona

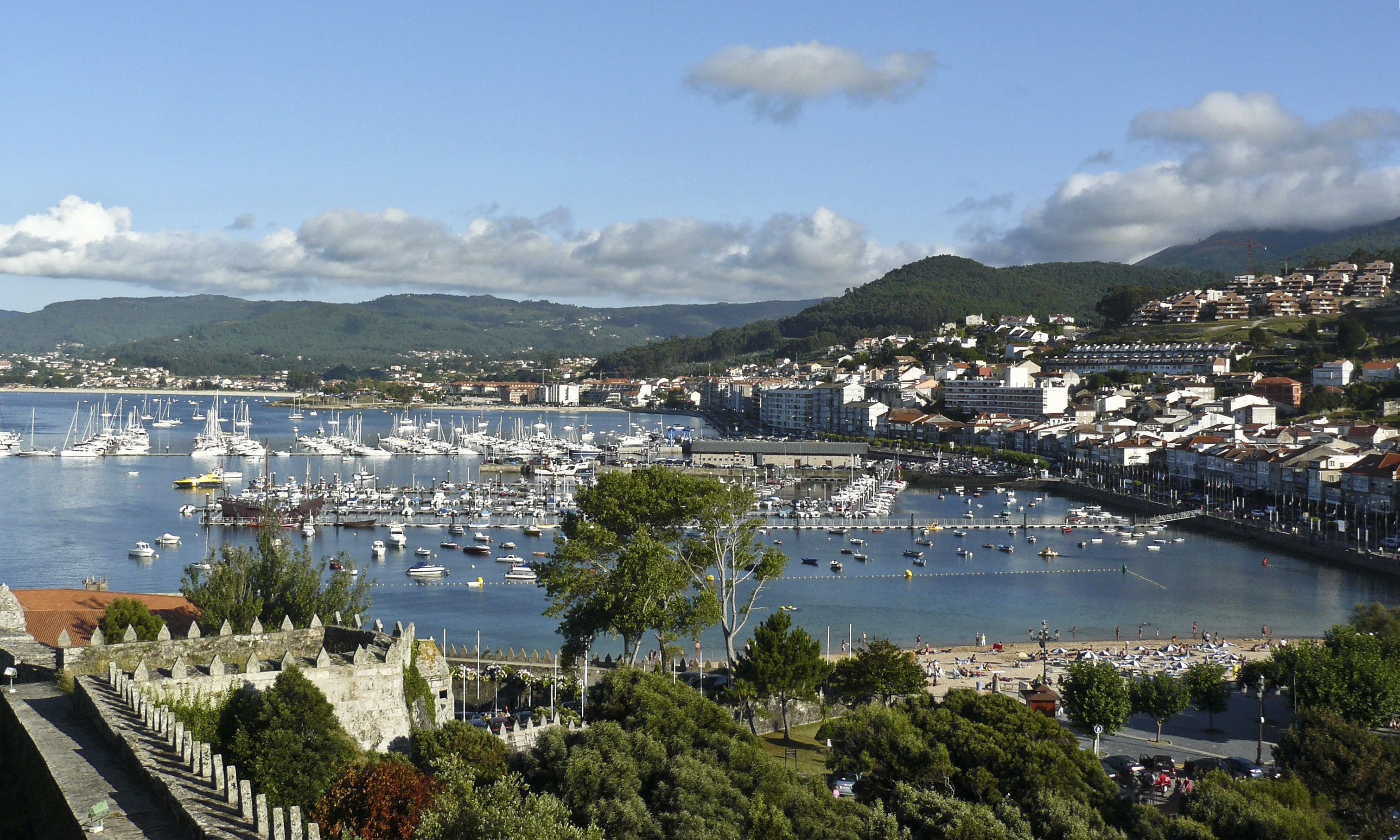
Widok na port w Baionie

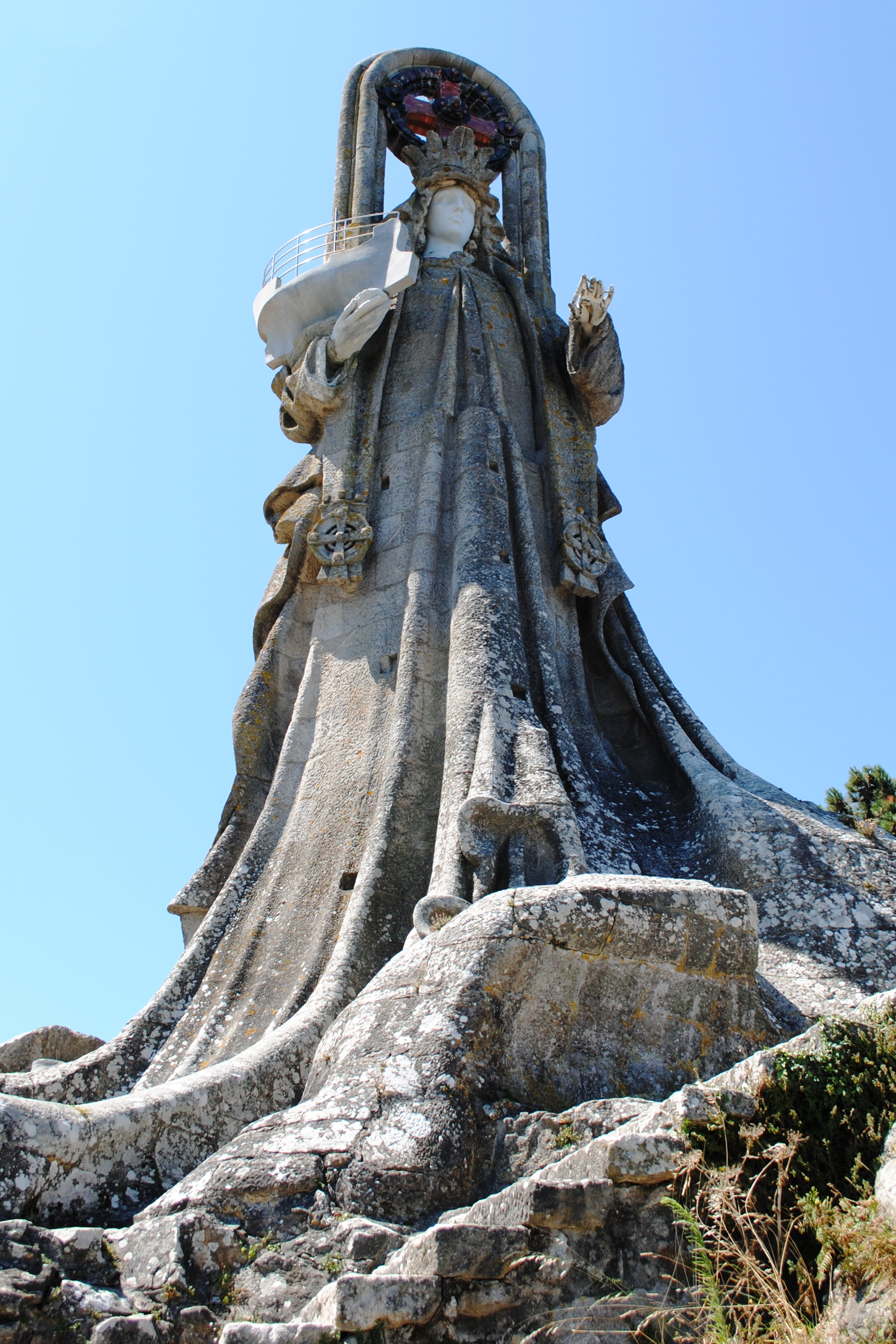
Virgen de la Roca

Baiona (hiszp. Bayona, galic. Baiona) – miejscowość w północnej Hiszpanii w regionie Galicji, leżąca nad Oceanem Atlantyckim.
Obecnie miasto jest hiszpańskim kurortem. Plaże są tutaj niewielkie, jednakże w sezonie bardzo zatłoczone. Blisko Baiony znajduje się plaża Playa de América, jedna z większych na tym obszarze. W miejscowości tej znajduje się również port rybacki, pełen tradycyjnych domów i barów tapas.
10 marca 1493 do Baiony jako pierwszego miasta w Hiszpanii dotarła wieść o dopłynięciu Kolumba do Nowego Świata.
W 2013 miasto zostało wyróżnione nagrodą QualityCoast 2013 Gold Award jako jedno z trzech (obok Cascais i Pafos) najbardziej 'zielonych' nadmorskich miast w Europie.

## Zabytki
- kolegiata Santa Maria, budowana w okresie od XII do XVII wieku, z tego względu zawierająca elementy stylu romańskiego i gotyckiego;
- pozostałości twierdzy położonej na obrzeżach miasta, zachowała się część murów obronnych oraz pałac, przerobiony na parador
- olbrzymi granitowy posąg Virgen de la Roca ze statkiem w dłoni dłuta Antonia Palacios z roku 1930. Wewnątrz figury znajduje się klatka schodowa, którą można dotrzeć do statku.

## Współpraca
- Palos de la Frontera, Hiszpania
- Santa Fe, Hiszpania
- Pornic, Francja
- Holguín, Kuba
- Vila do Bispo, Portugalia